# قامويات هراوية
قامويات هراوية (الاسم العلمي: Cordulephyidae)، فصيلة صغيرة من حشرات اليعسوب تتواجد في إفريقيا وأستراليا. وهي حشرات صغيرة إلى دقيقة القد، سوداء وصفراء اللون.
فصيلة القامويات الهراوية غير معترف بها في قائمة اليعسوبيات لعالمية في متحف سلاتير للتاريخ الطبيعي، ولكن تعتبر أنواعها جزءًا من فصيلة الزمرديات الجنوبية (Synthemistidae).

## الأجناس
- ذو القامة الهراوية Selys, 1870
- Neophya (قاموي حديث) Selys, 1881